# Šmartno v Tuhinju
Šmartno v Tuhinju je gručasto naselje v Tuhinjski dolini. Spada v občino Kamnik.
Nad naseljem je cerkev sv. Martina, našli pa so tudi predrimske in rimske ostaline.

## Zgodovina
V arhivskih listinah se Šmartno v Tuhinjski dolini, ki je nedvomno  staro naselje prvič omenja šele leta 1432. Tu je leta 1480 dobila v fevd desetino Ana, vdova kamniškega meščana Gašparja Kekla.